# Liste der Mitglieder der Deutschen Akademie der Naturforscher Leopoldina/1668
Die Liste der Mitglieder der Deutschen Akademie der Naturforscher Leopoldina für 1668 enthält alle Personen, die im Jahr 1668 zum Mitglied ernannt wurden. Insgesamt gab es drei neu gewählte Mitglieder.

## Mitglieder
| Nr. | Name                        | Beiname   | Geboren       | Aufnahme | Gestorben     | Bild                     |
| --- | --------------------------- | --------- | ------------- | -------- | ------------- | ------------------------ |
| 30  | Christian Friedrich Garmann | Pollux I. | 19. Jan. 1640 | 26. Jun. | 18. Juli 1708 |                          |
| 31  | Jeremias Rhetius            | Castor I. | 30. Aug. 1631 | 26. Jun. | 1681          |                          |
| 32  | Elias Rudolph Camerarius    | Hektor I. | 7. Mai 1641   | 28. Nov. | 7. Juni 1695  | Elias Rudolph Camerarius |